# Liga Feminista Costarricense
La  Liga Feminista Costarricense fue una organización feminista fundada oficialmente el 12 de octubre de 1923 en el salón de actos del Colegio Superior de Señoritas por estudiantes, docentes y la directora del mismo. En el evento participó el entonces presidente Julio Acosta García y su esposa, la primera dama, Elena Gallegos Rosales. La organización era una rama local de la Liga Internacional de Mujeres Ibéricas e Hispanoamericanas y se nombró como su primera presidenta a Ángela Acuña Braun, junto con Esther De Mezerville como vicepresidenta, Ana Rosa Chacón como secretaria y entre otras, participaron como miembros fundadoras: María Ester Acuña, Isabel Calderón, Lela Campos, Rosario Floripe, Lidia Fernández, América de Hern, Ana María Loaiza, Vitalia Madrigal, Marita O'Leary, Corina Rodríguez, María del Rosario Burgos, Marta Sancho, María Teresa Villegas y María Isabel Zamora.
Entre sus principales políticas estuvo la lucha por el sufragio femenino y mantenían vínculos con los movimientos feministas y sufragistas internacionales. Así como publicaban las revistas Mujer y Hogar y Mundo femenino.
Fue declarada cómo Benemérita de la Patria en 2021.

## Refundación en 2005
El 4 de febrero de 2005 se formó la Nueva Liga Feminista, un partido político costarricense que se reivindicaba como seguidor de las luchas de la primera liga para competir en las elecciones generales de Costa Rica de 2006 sin lograr la votación para nombrar ningún diputado ni regidor declarado por el Tribunal Supremo de Elecciones disuelto el 25 de marzo de 2010.